# كراي إنتراكتيف
كراي إنتراكتيف (بالإنجليزية: Cryo Interactive)، هي شركة ألعاب فيديو فرنسية سابقة، كانت الشركة أشرفت على تطويرها، تأسست عام 1990، وأعلنت حلها عام 2002، وكان مقر الشركة يقع في العاصمة باريس.